# Strandräumgut
Strandräumgut ist ein Gemisch aus Sand, Wasser, Seegräsern, Seetang, Siedlungsabfällen und weiteren Stoffen, das bei der Reinigung von Stränden anfällt. Die Anteile der einzelnen Stoffe untereinander können stark variieren. Strandräumgut unterfällt in der Regel den abfallrechtlichen Vorschriften, da ein Entledigungswille besteht.

## Anfall von Strandräumgut

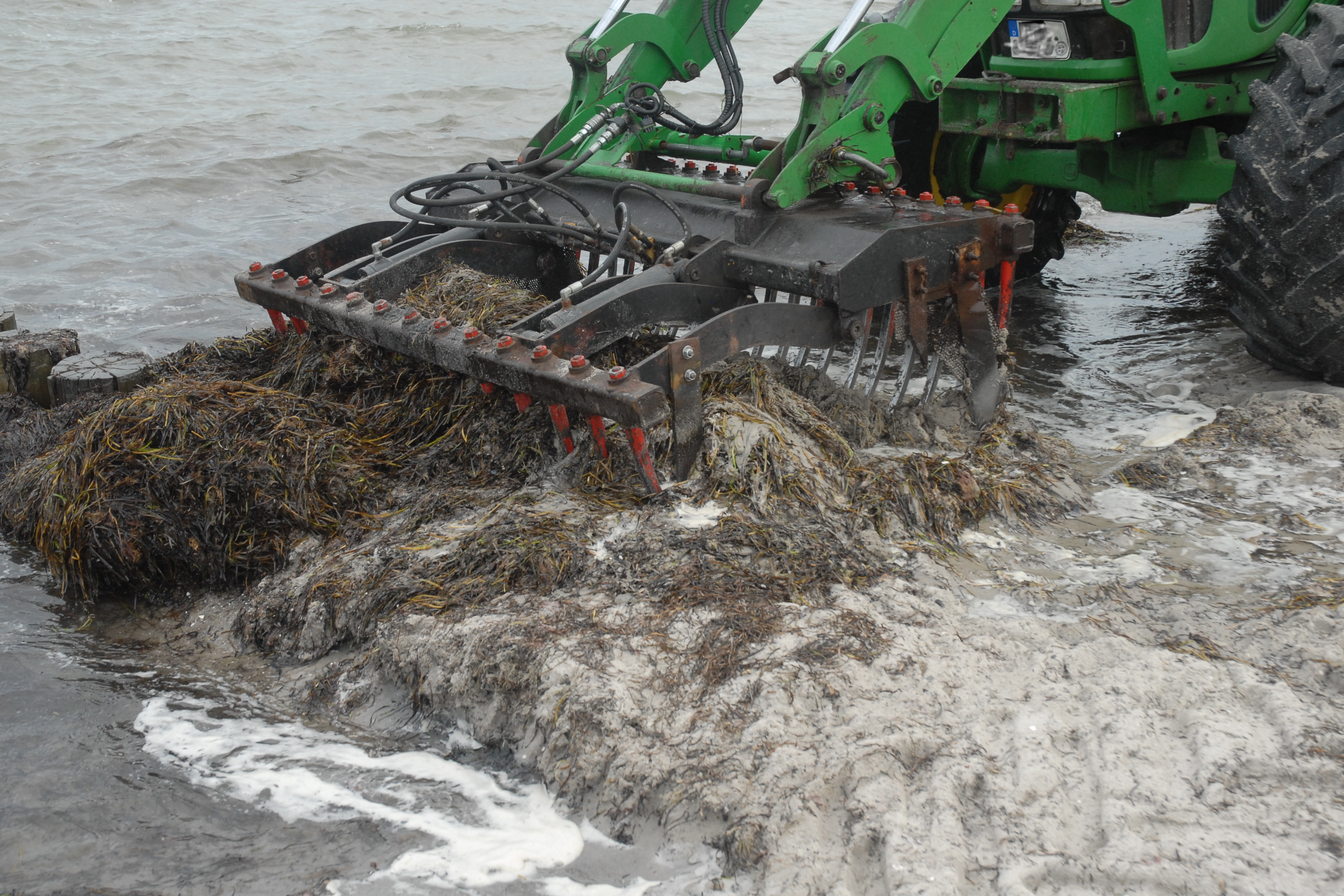
Aufnahme von Strandräumgut

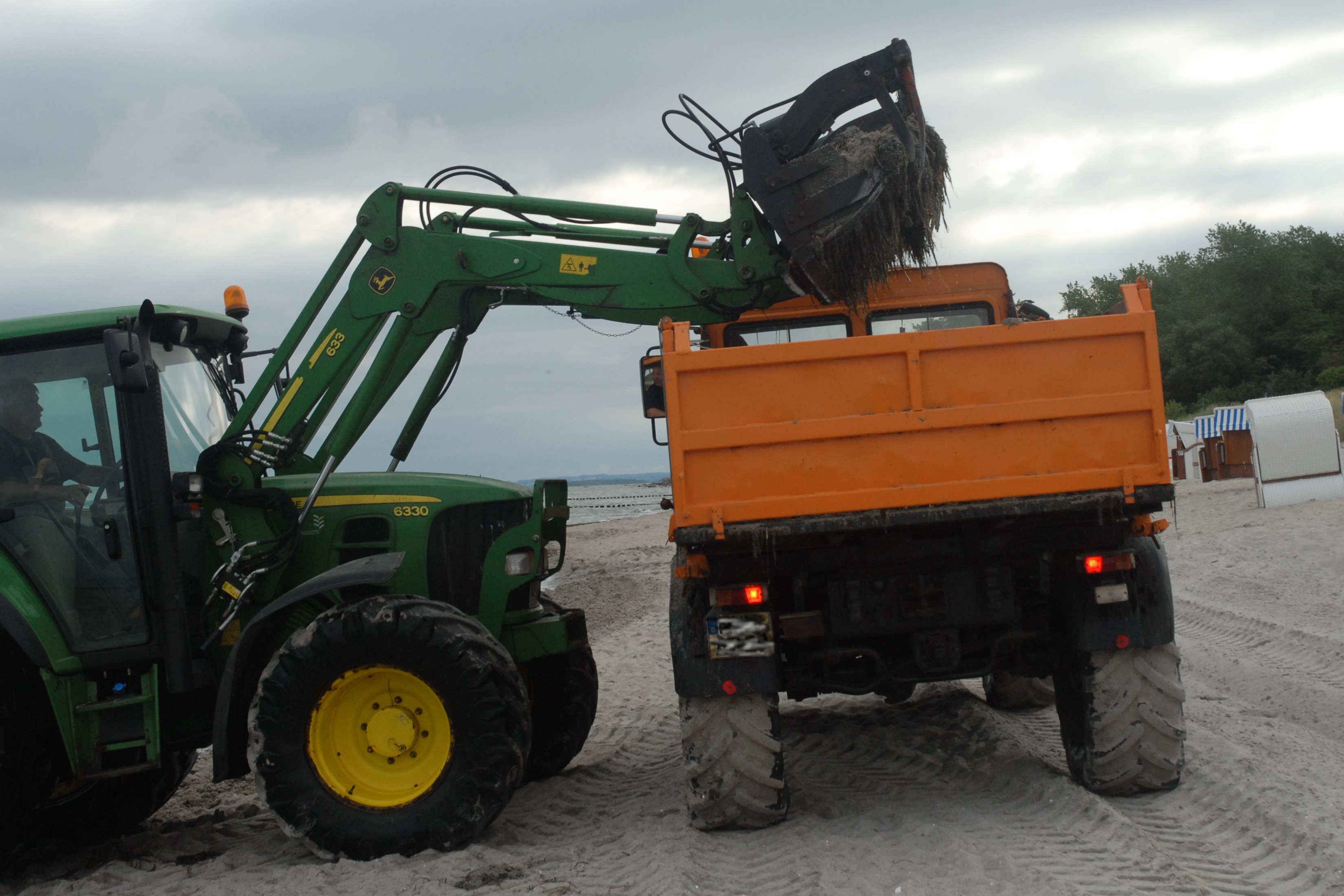
Beladen eines Kippers mit Strandräumgut

Strandräumgut fällt in der Regel nur an touristisch genutzten Stränden an. Touristisch genutzte Strände werden zumeist künstlich sauber gehalten, um den Badegästen einen angenehmen Aufenthalt zu ermöglichen. Neben Müll, der von den Strandbesuchern selbst zurückgelassen wird, werden Strände durch Treibgut verunreinigt. Eine gesetzliche Pflicht zur Reinigung von Stränden besteht in Deutschland nicht, es sei denn, es handelt sich um besonders gefährliche Stoffe. Die Strandreinigung ist eine freiwillige Leistung, die in Deutschland zumeist von den Kurverwaltungen oder  Bauhöfen vorgenommen wird.
An Naturstränden findet definitionsgemäß keine Strandreinigung statt.

## Strandreinigung an der deutschen Ostseeküste
An der deutschen Ostseeküste ist vor allem der Anwurf von Seegras, Seetang, Algen und Muscheln ein Problem. Je nach Lage des Strandes, den Strömungen und der Windrichtung kann es zur Anlandung erheblicher Mengen dieser Stoffe an bestimmte ufernahe Wasserbereiche (Badegewässer) und bestimmte Strände kommen. Durch die rasch einsetzende Zersetzung kann es zu erheblicher Geruchsentwicklung und weiteren Effekten wie modrig-schlammigem Flachwasser kommen, was von vielen Urlaubern als abstoßend empfunden wird.
Die betroffenen Kurverwaltungen sind daher bestrebt, die Strände stets sauber zu halten. In der Regel wird dazu früh morgens, noch vor acht Uhr, eine maschinelle Strandreinigung vorgenommen. Dazu werden Sandreinigungsmaschinen eingesetzt. Es kommen aber auch Traktoren mit speziellen Eigenkonstruktionen zum Einsatz.

## Zusammensetzung und Verhalten von Strandräumgut an der deutschen Ostseeküste
Allen Verfahren der Strandreinigung ist gemein, dass bei der Aufnahme des Treibgutes und der Siedlungsabfälle ohne Absicht erhebliche Mengen an Sand und Wasser mit aufgenommen werden.
In der ersten Zeit nach der Aufnahme von frischem Anwurf findet im Wesentlichen eine Entwässerung des nicht gebundenen Wassers statt. Dieser Vorgang kann direkt am Strand stattfinden, da eine erhebliche Belastung der Sickerwässer nicht zu erwarten ist.
Nachdem das freie Wasser entwichen ist, bleibt Feuchtigkeit zurück, die an der Biomasse und den Sandanteilen gebunden ist. Gleichzeitig intensiviert sich die Zersetzung der Biomasse, was mit dem Freiwerden hochorganisch belasteter Sickerwässer sowie intensiven Gerüchen verbunden ist. 
Dieser Vorgang sollte auf einer Fläche erfolgen, auf der Sickerwässer aufgefangen werden, denn sonst drohen schädliche Veränderungen des Bodens und von Grund- oder Oberflächengewässern.

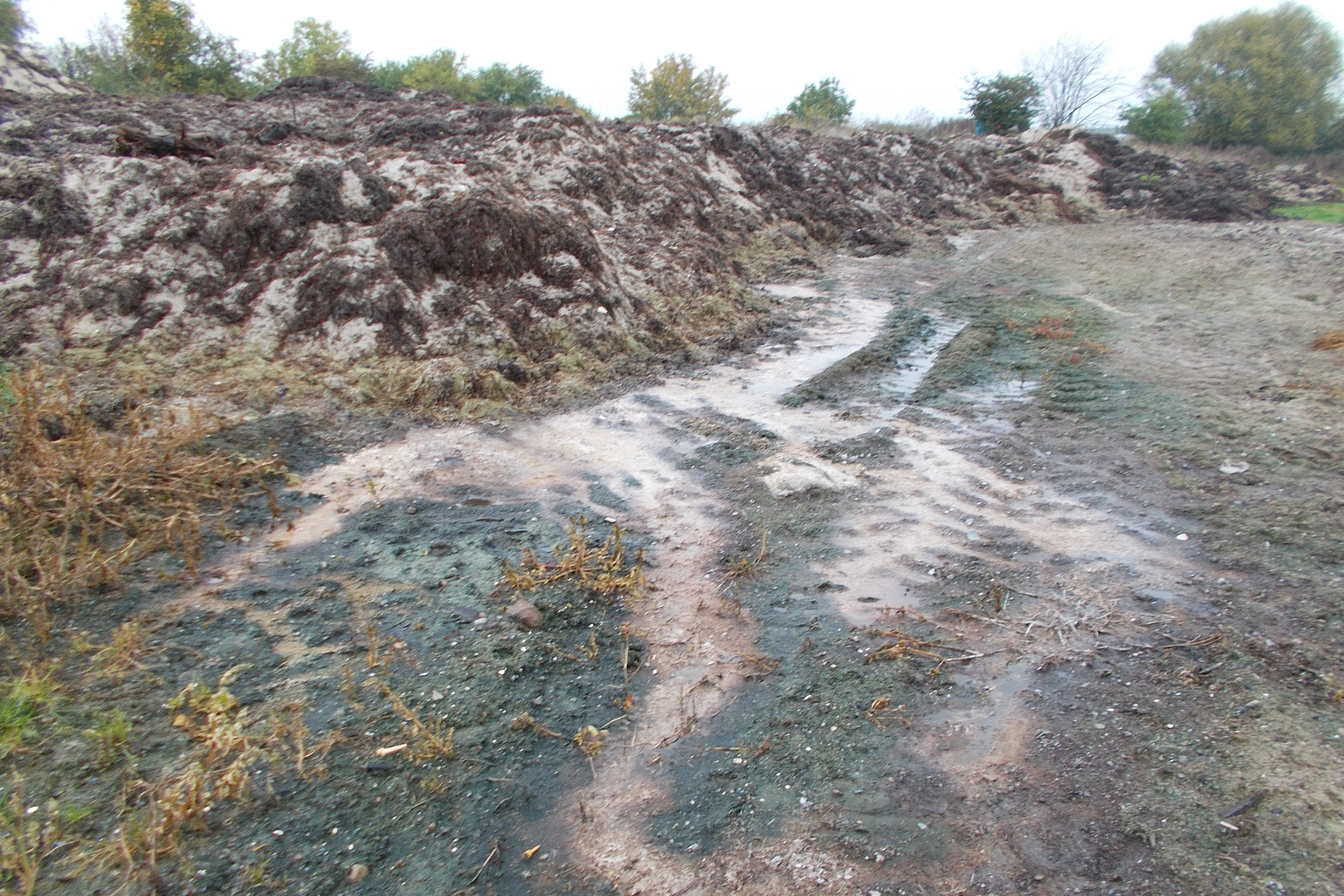
Sickerwasseraustritt aus einer ungesicherten Ablagerung

Mit zunehmender Lagerdauer zersetzt sich die Biomasse immer weiter, so dass der Sandanteil immer mehr in den Vordergrund tritt.
Ein Siebversuch mit einem in der Kompostwirtschaft üblichen Trommelsieb mit verschiedenen Maschenweiten an gelagertem Strandräumgut ergab folgende Daten:
```
Lagerdauer  Gewichtsanteile in %
in [a]      im Überkorn     im Sand

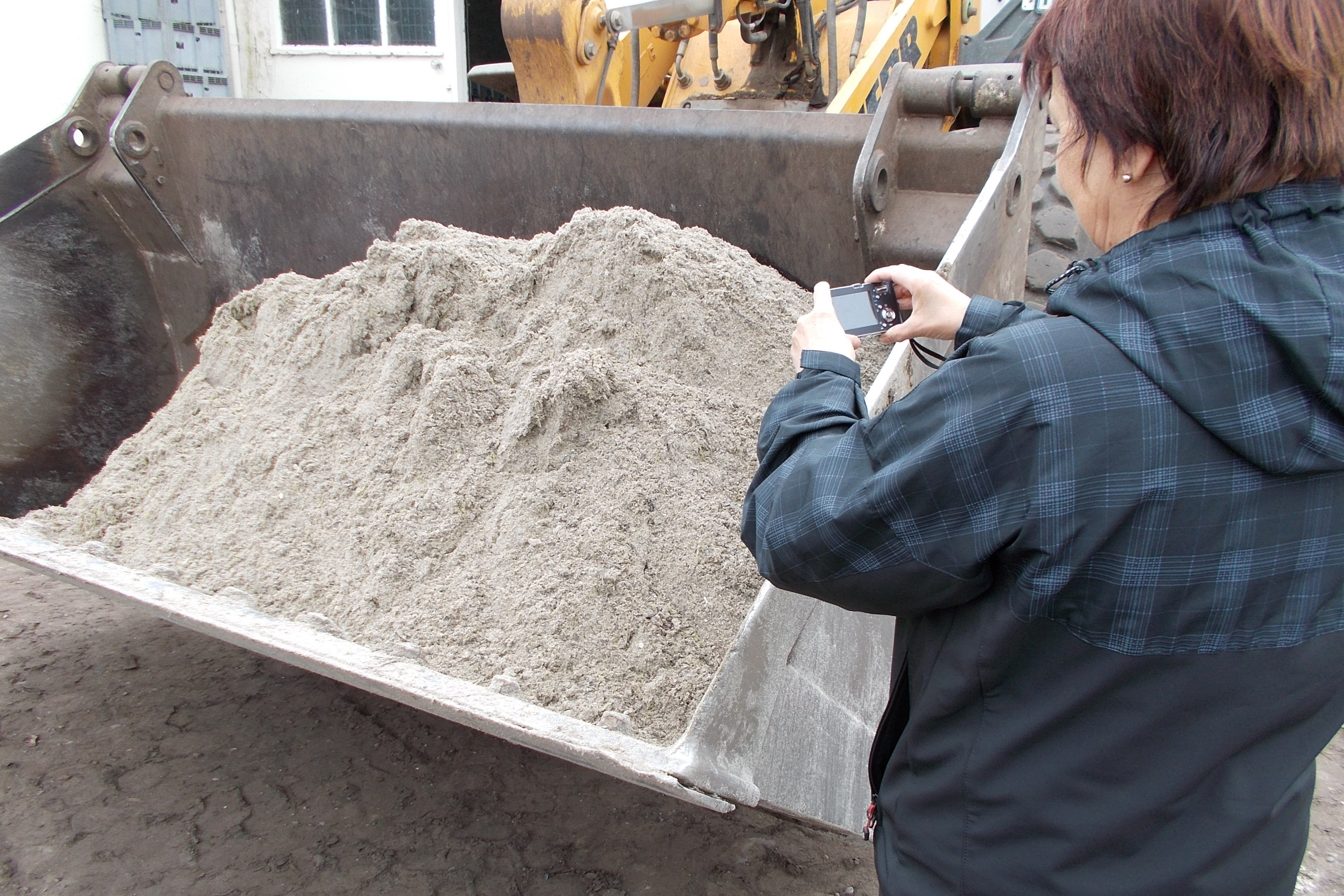
Sandfraktion aus einem Siebversuch von Strandräumgut.

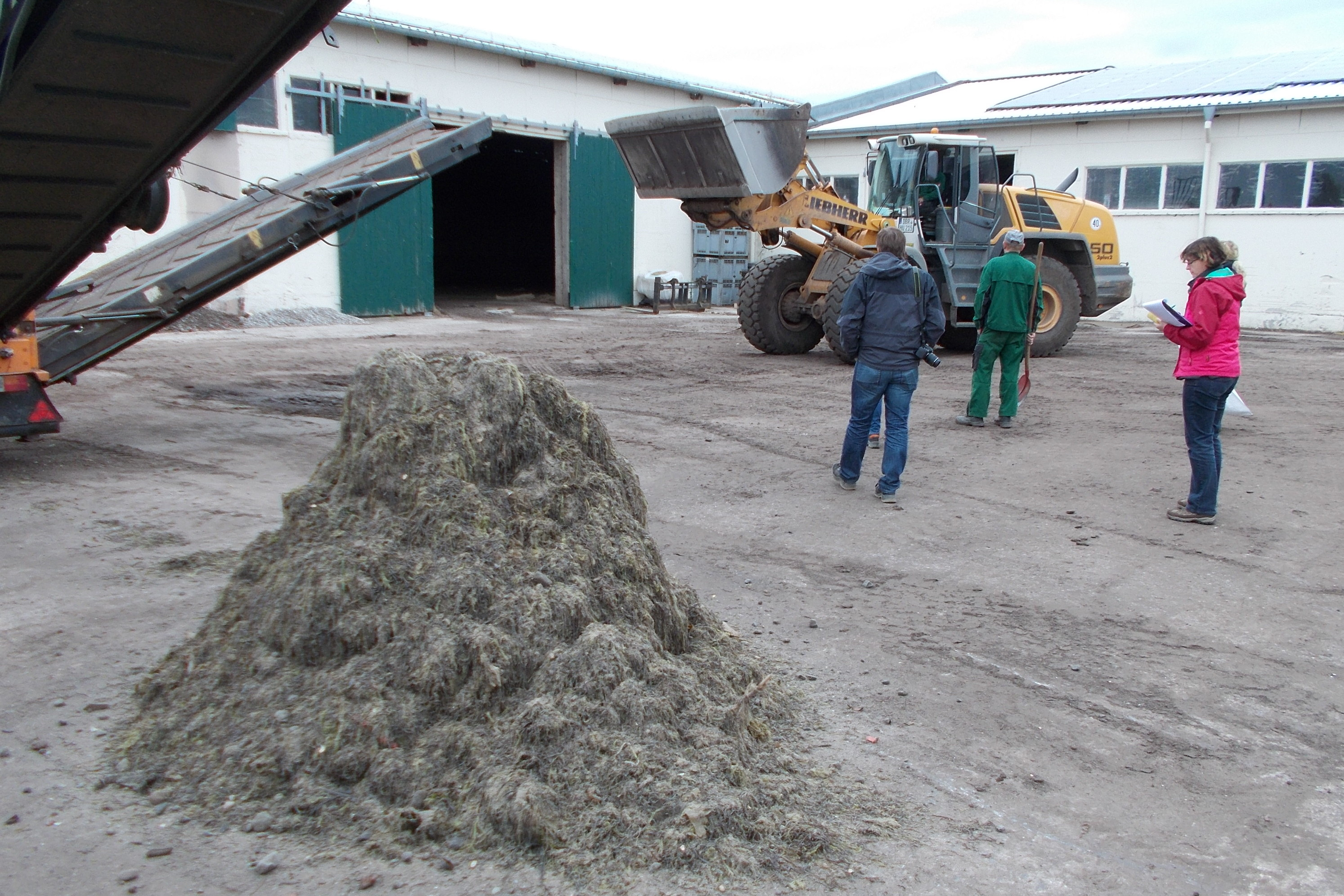
Siebrest (Biomasse, Steine)

0	     41,6 – 62,7     37,3 – 58,4
1	     13,0 – 42,6     57,4 – 87,0
2	      3,2 – 10,4     89,6 – 96,8
```

## Verwertung von Strandräumgut
Der organische Anteil des im Siebversuch im gesiebten Sand betrug 0,53 % – 1,96 % TOC-TM. 
Die Gehalte an Chloriden und Sulfaten waren erhöht, entsprachen jedoch dem natürlichen Milieu von Stränden, die ja dem salzigen Meerwasser ausgesetzt sind.
Der gesiebte Sand war ansonsten chemisch unbedenklich und ästhetisch einwandfrei. Er eignet sich für eine Rückführung an den Strand. 
Die Rückführung an den Strand hat folgende Vorteile:
- Der Transportweg ist kurz
- Der Begriff der Kreislaufwirtschaft wird perfekt erfüllt
- Strandrückgang wird vorgebeugt, der Bedarf an Strandaufspülungen gemindert
- Außer den Transportkosten fallen keine weiteren Kosten an

Das Überkorn besteht aus Biomasse, Steinen und Siedlungsabfällen. Es kann direkt entsorgt oder weiter behandelt werden.

## Andere Verfahren
Eine Variante des Verfahrens ist die Wäsche des Strandräumgutes. Dabei wird ebenfalls ein Trommelsieb eingesetzt, das Siebgut wird im Trommelinneren jedoch intensiv gewässert. Das fließende Wasser führt dazu, dass kaum noch Sand am Überkorn haften bleibt. Bekannt sind außerdem Verfahren, wo das Strandräumgut in Kompostieranlagen gemeinsam mit Grünabfällen kompostiert wird.

## Kritik
Fälschlicherweise wird Strandräumgut häufig mit Seegras gleichgesetzt. Frisch getrocknetes Seegras ohne Sandanhaftungen ist ein wertvoller Rohstoff und kann z. B. als Dämmstoff verwendet werden.
Verfahren, aus Strandräumgut das Seegras als stofflich reinen Rohstoff zu gewinnen, haben sich bisher noch nicht wirtschaftlich darstellen lassen.